# Ianuarie 1996
Acest articol este generat integral pe baza informațiilor din articolul 1996 și este actualizat periodic de un robot.
 Editările făcute în articol vor fi șterse la următoarea actualizare! Dacă doriți să faceți modificări, editați articolul-sursă.

ianuarie -
februarie -
martie -
aprilie -
mai -
iunie -
iulie -
august -
septembrie -
octombrie -
noiembrie -
decembrie
Ianuarie 1996 a fost prima lună a anului și a început într-o zi de luni.

## Evenimente
- 11 ianuarie: Ilie Năstase, într-un interviu acordat postului de radio ProFM, declară că dorește să candideze pentru postul de primar al Capitalei și dacă PDSR, partidul al cărui membru este, va avea altă opțiune, va candida ca independent.
- 12 ianuarie: Purtătorul de cuvânt al Inspectoratului General al Poliției, anunță că rata criminalității din România a fost, în 1995, de 3 ori mai mare decât în 1990, iar numărul actelor de corupție a fost cu 42,9% mai mare față de 1994.
- 15 ianuarie: Virgil Măgureanu, directorul SRI, într-un interviu acordat Televiziunii Române declară că senatorul Corneliu Vadim Tudor s-a înconjurat de elemente ultraconservatoare care au aparținut structurilor SRI, că prin intermediul grupului de la revista Săptămâna „s-a făcut complicele fostei Securități prin hăituirea - uneori în mod abominabil – a unor intelectuali de frunte din România”.[1]
- 16 ianuarie: Viorel Hrebenciuc, secretar general al guvernului, a fost desemnat ca director de campanie electorală a PDSR avându-i ca adjuncți pe Miron Mitrea (secretar general al PDSR) și pe Alexandru Lăpușan (vicepreședinte PDSR).
- 19-21 ianuarie: La Congresul al IV-lea al PNȚCD, desfășurat la București, la Teatrul Național, Ion Diaconescu este ales noul președinte al partidului cu 539 de voturi. Principalul său contracandidat, Ion Rațiu, obține 151 de voturi.
- 20 ianuarie: Yasser Arafat a fost ales în funcția de președinte al Autorității Naționale Palestiniene și va ocupa și funcția de prim-ministru.
- 21 ianuarie: Ultimul test nuclear francez din atolul Mururoa, declanșează proteste în întreaga lume împotriva președintelui Jacques Chirac.
- 22 ianuarie: Andreas Papandreou, prim-ministru al Greciei, demisionează din motive de sănătate. Se formează un nou guvern sub Costas Simitis.

## Nașteri
- 1 ianuarie: Mahmoud Dahoud, fotbalist german
- 1 ianuarie: Stunna 4 Vegas, trap rapper si cantaret hip hop american
- 4 ianuarie: Jasmine Paolini, jucătoare de tenis italiană
- 5 ianuarie: Max Baldry, actor britanic
- 7 ianuarie: Fu Yuanhui, înotătoare chineză
- 9 ianuarie: Oana Gregory, actriță americană
- 11 ianuarie: Leroy Sané, fotbalist german (atacant)
- 11 ianuarie: Holy Molly, cântăreață, compozitoare și actriță română
- 15 ianuarie: Dove Cameron, actriță și cântăreață americană
- 16 ianuarie: Jennie Kim, cântăreață sud-coreeană
- 16 ianuarie: Andreea Voicu, fotbalistă română
- 19 ianuarie: Lyes Houri, fotbalist francez
- 21 ianuarie: Marco Asensio Willemsen, fotbalist spaniol
- 24 ianuarie: Patrik Schick, fotbalist ceh (atacant)
- 25 ianuarie: Adama Traoré Diarra, fotbalist spaniol
- 27 ianuarie: Szilárd Vereș, fotbalist român de etnie maghiară
- 27 ianuarie: Szilárd Veres, fotbalist român

## Decese
Efua Theodora Sutherland, scriitoare ghaneză (n. 1924)
Tadashi Iijima, poet japonez (n. 1902)
Károly Grósz, 65 ani, politician maghiar (n. 1930)
Bienvenido Santos, 84 ani, romancier filipinez (n. 1911)
François Mitterrand, 79 ani, avocat și politician francez, președinte al Franței (1981-1995), (n. 1916)
Barbara Jordan, 59 ani, politiciană americană (n. 1936)
Maria Fotino, 82 ani, pianistă română (n. 1913)
Eugenija Šimkūnaitė, 75 ani, botanistă lituaniană (n. 1920)
Marian Hudac, 61 ani, actor de comedie român (n. 1934)
Jamie Uys (Johannes Jacobus Uys), 74 ani, regizor de film sud-african (n. 1921)